# 颌圆鲹
颌圆鲹（学名：Decapterus lajang）为鲹科圆鲹属的鱼类，俗名竹鳀、竹叶巴浪。分布于印度洋非洲南岸至日本以及中国南海、台湾海峡、东海等海域，属于暖水性中上层鱼类。